# 第213回国会
第213回国会（だい213かいこっかい）とは、2024年（令和6年）1月26日に召集された通常国会。会期は6月23日までの150日間。

## 各党・会派の議席数
| 衆議院                 | 衆議院                               | 衆議院                                                          | 衆議院 | 衆議院 |
| ---------------------- | ------------------------------------ | --------------------------------------------------------------- | ------ | ------ |
| 合計                   | 合計                                 | 合計                                                            | 合計   | 465    |
|                        | 自由民主党・無所属の会               | 自由民主党                                                      | 257    | 258    |
| 無所属                 | 自由民主党・無所属の会               | 1                                                               |        | 258    |
|                        | 立憲民主党・無所属                   | 立憲民主党                                                      | 97     | 99     |
| 社会民主党             | 立憲民主党・無所属                   | 1                                                               |        | 99     |
| 無所属                 | 立憲民主党・無所属                   | 1                                                               |        | 99     |
|                        | 日本維新の会・教育無償化を実現する会 | 日本維新の会                                                    | 41     | 45     |
| 教育無償化を実現する会 | 日本維新の会・教育無償化を実現する会 | 4                                                               |        | 45     |
|                        | 公明党                               | 公明党                                                          | 32     | 32     |
|                        | 日本共産党                           | 日本共産党                                                      | 10     | 10     |
|                        | 国民民主党・無所属クラブ             | 国民民主党                                                      | 7      | 7      |
|                        | 有志の会                             | 無所属                                                          | 4      | 4      |
|                        | れいわ新選組                         | れいわ新選組                                                    | 3      | 3      |
|                        | 無所属                               | 議長：額賀福志郎（自由民主党） 副議長：海江田万里（立憲民主党） | 2      | 7      |
| 無所属                 | 無所属                               | 5                                                               |        | 7      |

| 参議院                 | 参議院                               | 参議院                                                      | 参議院 | 参議院 |
| ---------------------- | ------------------------------------ | ----------------------------------------------------------- | ------ | ------ |
| 合計                   | 合計                                 | 合計                                                        | 合計   | 248    |
|                        | 自由民主党                           | 自由民主党                                                  | 115    | 115    |
|                        | 立憲民主・社民                       | 立憲民主党                                                  | 37     | 40     |
| 社会民主党             | 立憲民主・社民                       | 2                                                           |        | 40     |
| 無所属                 | 立憲民主・社民                       | 1                                                           |        | 40     |
|                        | 公明党                               | 公明党                                                      | 27     | 27     |
|                        | 日本維新の会・教育無償化を実現する会 | 日本維新の会                                                | 20     | 21     |
| 教育無償化を実現する会 | 日本維新の会・教育無償化を実現する会 | 1                                                           |        | 21     |
|                        | 国民民主党・新緑風会                 | 国民民主党                                                  | 10     | 11     |
| 無所属                 | 国民民主党・新緑風会                 | 1                                                           |        | 11     |
|                        | 日本共産党                           | 日本共産党                                                  | 11     | 11     |
|                        | れいわ新選組                         | れいわ新選組                                                | 5      | 5      |
|                        | NHKから国民を守る党                  | 無所属                                                      | 2      | 2      |
|                        | 沖縄の風                             | 無所属                                                      | 2      | 2      |
|                        | 各派に属しない議員                   | 議長：尾辻秀久（自由民主党） 副議長：長浜博行（立憲民主党） | 2      | 12     |
| 参政党                 | 各派に属しない議員                   | 1                                                           |        | 12     |
| 無所属                 | 各派に属しない議員                   | 9                                                           |        | 12     |
|                        | 欠員                                 | 神奈川                                                      | 1      | 2      |
| 東京                   | 欠員                                 | 1                                                           |        | 2      |

## 今国会の動き

### 召集前

#### 2023年
- 12月14日 - 柿沢未途衆議院議員が自由民主党を離党[4]。
- 12月28日 - 柿沢未途衆議院議員が江東区長選挙で木村弥生を当選させるため地元区議らに現金を渡した公職選挙法違反（買収など）の容疑で逮捕された[5]。

#### 2024年
- 1月3日 - 日本維新の会の室井邦彦参議院議員が死去[6]。
- 1月7日 - 自由民主党の池田佳隆衆議院議員が、所属する清和政策研究会から還流を受けた4千万円余りを政治資金収支報告書に記さず隠していたとして政治資金規正法違反（不記載・虚偽記載）の容疑で逮捕された[7]。自由民主党は池田を除名[8]。
- 1月16日 - 日本維新の会と教育無償化を実現する会が衆参両院で統一会派「日本維新の会・教育無償化を実現する会」を結成[9]。
- 1月18日 - みんなでつくる党が齊藤健一郎と浜田聡の2名の参議院議員を除名[10]。会派「NHKから国民を守る党」には残留。
- 1月19日
  - 室井邦彦の死去に伴い、参議院比例区にて次点の藤巻健史が繰り上げ当選[11]。
  - 大野泰正参議院議員が政治資金規正法違反（虚偽記載）罪で在宅起訴、谷川弥一衆議院議員が同罪で略式起訴された[12]。大野と谷川は自由民主党を離党[13]。大野は参議院内閣委員長を辞任[14]。
- 1月22日 - 無所属の上田清司参議院議員が会派「国民民主党・新緑風会」を離脱[15]。
- 1月24日 - 無所属の谷川弥一衆議院議員が略式起訴された責任を取り議員辞職[16]。
- 1月25日 - 参議院の末松信介予算委員長、北村経夫外交防衛委員長、宮本周司財政金融委員長が辞任[17][18]。26日、後任を選任[19]。

### 会期中
- 1月26日 - 召集。
  - この時点で、衆議院議員2人、参議院議員1人が欠員。
  - 開会式[20]。
- 1月30日 - 衆議院[21]と参議院[22]の本会議で政府四演説。
  - 施政方針演説：内閣総理大臣・岸田文雄
  - 外交演説：外務大臣・上川陽子
  - 財政演説：財務大臣・鈴木俊一
  - 経済演説：内閣府特命担当大臣（経済財政政策担当）・新藤義孝
- 1月31日 - 代表質問1日目。
- 2月1日  - 代表質問2日目。
  - 無所属の柿沢未途衆議院議員が公職選挙法違反（買収など）で起訴された責任を取り議員辞職[23]。
- 2月2日 - 代表質問最終日。
- 2月20日 - 衆議院本会議で、旧統一教会との接点が指摘される盛山正仁文部科学相の不信任決議案が、与党と日本維新の会などの反対多数で否決[24]。
- 3月1日 - 衆議院本会議で、小野寺五典予算委員長の解任決議案が、与党と日本維新の会などの反対多数で否決[25]。小野寺が2024年度予算案を同日に委員会採決すると職権で決めたことに反発した立憲民主党が提出したもので、本会議では立憲の山井和則議員が決議案の趣旨弁明を2時間54分かけて行った。予算案の採決を遅らせるためのフィリバスターとみられる[26]。
- 4月4日 - 世耕弘成参議院議員が自由民主党を離党[27]。
- 4月11日 - 衆議院本会議で、政治改革に関する特別委員会の設置を議決。自民党派閥の裏金事件を受けた対応で、政治倫理の確立及び公職選挙法改正に関する特別委員会を改組。委員数は5人増やし、40人体制とした[28]。
- 4月16日 - 立憲民主党の山田勝彦衆議院議員と無所属の須藤元気参議院議員が統一補欠選挙に立候補したため失職[29]。
- 4月23日 - 塩谷立衆議院議員が自由民主党を離党[30]。
- 4月24日 - 宮澤博行衆議院議員が女性問題を報じられたことを受け自由民主党を離党[31]。
- 4月25日
  - 無所属の宮澤博行衆議院議員が議員辞職[32]。
  - 山田勝彦の失職に伴い、衆議院比例九州ブロックにて次点の川内博史が繰り上げ当選[33]。
- 4月26日 - 須藤元気の失職に伴い、参議院比例区にて次点の市井紗耶香が繰り上げ当選したが、即日議員辞職[34]。
- 4月28日 - 統一補欠選挙。
  - 衆議院島根県第1区補欠選挙で立憲民主党の亀井亜紀子が当選[35]。
  - 衆議院長崎県第3区補欠選挙で立憲民主党の山田勝彦が当選[36]。
  - 衆議院東京都第15区補欠選挙で立憲民主党の酒井菜摘が当選[37]。
- 4月30日 - 大塚耕平参議院議員が国民民主党を離党[38]。
- 5月13日
  - 宮澤博行の辞職に伴い、衆議院比例東海ブロックにて次点の森由起子が繰り上げ当選[39]。
  - 市井紗耶香の辞職に伴い、参議院比例区にて次点の奥村政佳が繰り上げ当選[39]。
- 5月29日 - 自由民主党の長谷川岳参議院議員は、自治体職員らへの威圧的言動が問題視されたことを受け、参議院地方創生及びデジタル社会の形成等に関する特別委員長を辞任することを表明[40]。
- 6月18日 - 蓮舫参議院議員が立憲民主党を離党[41]。
- 6月19日
  - 参議院本会議で、政治資金規正法改正案が自由民主党、公明党などの賛成多数で可決、成立。日本維新の会は衆議院では賛成したが、調査研究広報滞在費についての自民党の対応に反発し、参議院で反対に回った[42]。
  - 参議院本会議で、学校設置者等及び民間教育保育等事業者による児童対象性暴力等の防止等のための措置に関する法律（こども性暴力防止法、日本版DBS法）が全会一致で可決、成立[43]。
  - 国家基本政策委員会合同審査会で党首討論。2021年6月以来、およそ3年ぶり[44]。
- 6月20日
  - 無所属の蓮舫参議院議員が東京都知事選挙に立候補したため失職[45]。
  - 衆議院本会議で、立憲民主党が提出した岸田内閣不信任決議案を、自由民主党、公明党の反対多数で否決。立憲民主党、日本維新の会、日本共産党、国民民主党が賛成。れいわ新選組は棄権[46]。
- 6月21日 - 全日程を終え、事実上閉幕[47]。
- 6月23日 - 会期末[48]。